# Conseil européen des 21 et 22 juin 2007
Le Conseil européen des 21 et 22 juin 2007 à Bruxelles est essentiellement consacré à la relance de la révision des institutions de l'Union européenne, deux ans après l'échec de la ratification du traité établissant une constitution pour l'Europe. Un compromis est finalement trouvé dans la nuit du 22 au 23 juin 2007 entre les Vingt-Cinq sur la convocation d'une conférence intergouvernementale chargée de rédiger un traité modificatif sur la base d'un mandat très précis.

## Contexte
Le « traité établissant une constitution pour l'Europe » a été adopté par les chefs d'État et de gouvernement des 25 pays membres de l'Union européenne le 19 juin 2004 au Conseil européen de Bruxelles et formellement signé à Rome le 29 octobre suivant. Son entrée en vigueur est conditionnée à sa ratification par la totalité des membres de l'Union.
La France choisit la ratification par un référendum. Le référendum français sur le traité établissant une constitution pour l'Europe a lieu le 29 mai 2005. Le résultat négatif de ce référendum, joint à celui des Pays-Bas trois jours plus tard, fait échouer le processus de ratification.
L'Union entre alors dans une période de grande incertitude sur son avenir. L'Allemagne assure la présidence du Conseil durant le premier semestre 2007. Angela Merkel reçoit le soutien de Nicolas Sarkozy, qui durant sa campagne électorale avait exprimé sa volonté que soit adoptée une version simplifiée du traité constitutionnel.
Les discussions les plus difficiles concernent le système de vote à la double majorité auquel la Pologne est opposée. Elles le sont d'autant plus que les relations entre la Pologne et l'Allemagne, déjà compliquées depuis la chute du mur de Berlin, sont devenues très tendues depuis l'arrivée au pouvoir des frères Kaczynsky en 2005 à Varsovie.
Un accord est finalement trouvé entre les Vingt-Cinq. Les Conclusions publiées à l'issue du Conseil concernant le processus de réforme des traités s'ouvrent par cette phrase :« Le Conseil européen convient que, après deux ans d'incertitude quant au processus de réforme des traités de l'Union, le moment est venu de résoudre cette question et, pour l'Union, d'aller de l'avant »,.

## Conclusions du Conseil
Les Conclusions du Conseil portent sur le processus de réforme des traités et les autres sujets à l'ordre du jour. Elles comportent surtout en Annexe 1 le texte du mandat très détaillé de la conférence intergouvernementale (CIG) qui sera convoquée pour rédiger le traité modificatif.

### Processus de réforme des traités
Le Conseil convoque une conférence intergouvernementale (CIG) avant la fin du mois de juillet 2007. Le Conseil invite la présidence portugaise à établir un projet de texte de traité et à le soumettre à la CIG dès son ouverture. La CIG devra achever ses travaux avant la fin 2007, pour laisser suffisamment de temps à une ratification avant les élections au Parlement européen de juin 2009.
La CIG a reçu un « projet de mandat » qui constitue la base et le cadre exclusifs de ses travaux : elle est invitée à rédiger un traité, dénommé en français « Traité modificatif », amendant les traités actuels, « en vue de renforcer l'efficacité et la légitimité démocratique de l'Union élargie et d'améliorer la cohérence de son action extérieure ». 
Le concept d'une Constitution européenne, reprenant les textes des traités antérieurs avec des simplifications et des ajouts, est abandonné. Le traité modificatif introduira dans les traités actuels, qui resteront en vigueur, les innovations découlant des travaux de la CIG de 2004.
Le traité modificatif contiendra deux clauses de substance qui modifieront : 
- le traité sur l'Union européenne (traité UE), qui conservera son nom actuel
- le traité instituant la Communauté européenne, traité CE), qui deviendra « un traité sur le fonctionnement de l'Union », l'Union étant dotée d'une personnalité juridique unique.

Le terme « Communauté » sera remplacé par « Union » et il sera indiqué que les deux traités constituent les traités sur lesquels sera fondée l'Union.

### Justice et affaires intérieures
Les Conclusions du Conseil portent sur la gestion des flux migratoires et sur le renforcement des moyens de FRONTEX (points 15 à 31).
Le Conseil réaffirme que « des progrès rapides doivent être accomplis dans l'élaboration d'une politique européenne globale en matière de migrations, qui repose sur des principes politiques communs, soit susceptible de tenir compte de tous les aspects de la problématique (...) et soit fondée sur un réel partenariat avec les pays tiers et pleinement intégrée dans les politiques extérieures de l'Union ».

### Questions économiques, sociales et environnementales
Les Conclusions du Conseil portent sur le marché intérieur et sur le climat (points 32 à 44).
Le Conseil réaffirme que « la poursuite du renforcement des quatre libertés du marché intérieur (libre circulation des marchandises, des personnes, des services et des capitaux) et l'amélioration de son fonctionnement continuent de revêtir une importance capitale pour la croissance, la compétitivité et l'emploi ».
Le Conseil européen réaffirme l'intérêt de Galileo, qui constitue un projet essentiel de l'Union européenne, et il demande au Conseil de prendre une décision concertée à l'automne 2007 sur sa mise en œuvre.
Concernant le changement climatique, le Conseil européen rappelle les conclusions qu'il a adoptées en mars 2007 en ce qui concerne une politique intégrée en matière de climat et d'énergie et rappelle son attachement au processus de la Convention-cadre des Nations Unies sur les changements climatiques (CCNUCC).
Le Conseil européen a par ailleurs félicité Chypre et Malte « pour les résultats obtenus » et accueille favorablement leur adoption de l'euro au 1er janvier 2008.

### Relations extérieures
Le Conseil européen adopte une stratégie de l'UE pour un nouveau partenariat avec l'Asie centrale.

## Sources

#### Documents de l'UE
- « Conclusions du Conseil européen de Bruxelles (21 et 22 juin 2007) », sur Consilium, 23 juillet 2007.

#### Autres documents et articles
- « Les Vingt-Sept sortent l'Europe de la paralysie », Le Monde,‎ 23 juin 2021 (lire en ligne).
- « Traité européen : l'Allemagne bute sur l'animosité de la Pologne », Le Monde,‎ 21 juin 2007 (lire en ligne).

## Compléments